# Burg Billig
Die Burg Billig sind die Reste einer mittelalterlichen Niederungsburg am Ortsrand von Billig, einem Stadtteil von Euskirchen in Nordrhein-Westfalen.
Die untergegangene Burg war wahrscheinlich römisch-keltischen Ursprungs. Nach Art und Größe des grabenumgebenden Hügels war sie aber sicherlich mittelalterlich. 
Der befestigte Adelssitz in der Jülicher Unterherrschaft wird im Zusammenhang mit dem Geschlecht Smeyge (Schmeich) von Billig Ende des 14. Jahrhunderts erwähnt. Dieses Geschlecht besaß auch die Burg Zievel und hatte auch Besitz in Eicks und Pesch.
Der Burghügel ist eine quadratische Motte mit einer Grundfläche von 27 × 27 m und einer Höhe von 5 m. Die Gräben sind von Quellen gespeist und heute noch wassergefüllt. 
Es sind weder Gebäudereste noch Fundamente vorhanden. Auf der Urkarte von 1828 ist noch der Platz der ehemaligen Vorburg mit einer Größe von 60 × 60 m eingezeichnet.